# Altes Schloss Könitz
Das Alte Schloss Könitz ist eine Burgstelle in der Gemarkung von Könitz im Landkreis Saalfeld-Rudolstadt in Thüringen.

## Lage
Die Burgstelle liegt im obersten Teil des Kees-Tal, südöstlich der Ortslage, neben einem Quellteich, etwa 25 Höhenmeter unterhalb der Landesstraße 1105 – im Mittelalter als Hohen Straße bekannt, die dicht südlich vorbeiführt. Das umliegende Gelände ist stark vom Altbergbau (Pingenfelder) überformt. Funde weisen auf eine hoch- bis spätmittelalterliche Anlage einer Turmhügelburg (Motte) hin.

## Geschichte
Von der im Kees-Tal südöstlich von Könitz gelegenen Burgstelle sind keinerlei urkundliche Nachrichten aufgefunden worden. Es wird sich sicherlich um den Sitz eines niederen ländlichen Adels handeln. Die Burganlage wurde in der Zeit des 13./14. Jahrhunderts ihrer Entstehung als Turmhügelburg eingeordnet. Der Burghügel ist etwa drei Meter hoch und hat einen Durchmesser von achtzehn Metern. Um den Hügel ist noch ein Graben vorhanden. Der neben der Anlage aufgestaute Teich diente wohl fortifikatorischen Überlegungen. Er speiste den Graben mit Wasser.